# Kumamoto (Han)
Kumamoto (jap. 熊本藩, -han), auch Higo (肥後藩, -han) genannt, war ein Han (Lehen) in Japan in der Edo-Zeit, das von 1587 bis 1871 bestand.
Es befand sich in der Provinz Higo und umfasste weite Teile der heutigen Präfektur Kumamoto mit Ausnahme der Bezirke Kuma und Amakusa. Verwaltungssitz war die Burg Kumamoto im heutigen Kumamoto. Das Einkommen des Han wurde mit 520.000 Koku und später mit 540.000 Koku bemessen. 

## Liste der Daimyō
- Katō (Tozama-Daimyō, 520.000 Koku), 1587–1632

|   | Name          | Kanji     | Amtszeit  | Bemerkungen |
| - | ------------- | --------- | --------- | ----------- |
| 1 | Katō Kiyomasa | 加藤 清正 | 1587–1611 |             |
| 2 | Katō Tadahiro | 加藤 忠広 | 1611–1632 |             |

- Hosokawa (Tozama-Daimyō, 540.000 Koku), 1632–1871

|    | Name                | Kanji     | Amtszeit  | Bemerkungen |
| -- | ------------------- | --------- | --------- | ----------- |
| 1  | Hosokawa Tadatoshi  | 細川 忠利 | 1633–1641 |             |
| 2  | Hosokawa Mitsunao   | 細川 光尚 | 1641–1649 |             |
| 3  | Hosokawa Tsunatoshi | 細川 綱利 | 1649–1712 |             |
| 4  | Hosokawa Nobunori   | 細川 宣紀 | 1712–1732 |             |
| 5  | Hosokawa Munetaka   | 細川 宗孝 | 1732–1747 |             |
| 6  | Hosokawa Shigekata  | 細川 重賢 | 1747–1785 |             |
| 7  | Hosokawa Harutoshi  | 細川 治年 | 1785–1787 |             |
| 8  | Hosokawa Narishige  | 細川 斉茲 | 1787–1810 |             |
| 9  | Hosokawa Naritatsu  | 細川 斉樹 | 1810–1826 |             |
| 10 | Hosokawa Narimori   | 細川 斉護 | 1826–1860 |             |
| 11 | Hosokawa Yoshikuni  | 細川 韶邦 | 1860–1870 |             |
| 12 | Hosokawa Morihisa   | 細川 護久 | 1870–1871 |             |